# Metyloaminoetanol
Metyloaminoetanol, N-metyloetanoloamina, CH
3NH(CH
2)
2OH – organiczny związek chemiczny z grupy aminoalkoholi. Stosowana w przemyśle chemicznym jako rozpuszczalnik oraz wykorzystywana w syntezie chemicznej różnych produktów, w tym polimerów i farmaceutyków.
N-Metyloetanoloaminę można otrzymać w reakcji tlenku etylenu z metyloaminą.